# 保罗·鲁道夫 (建筑师)

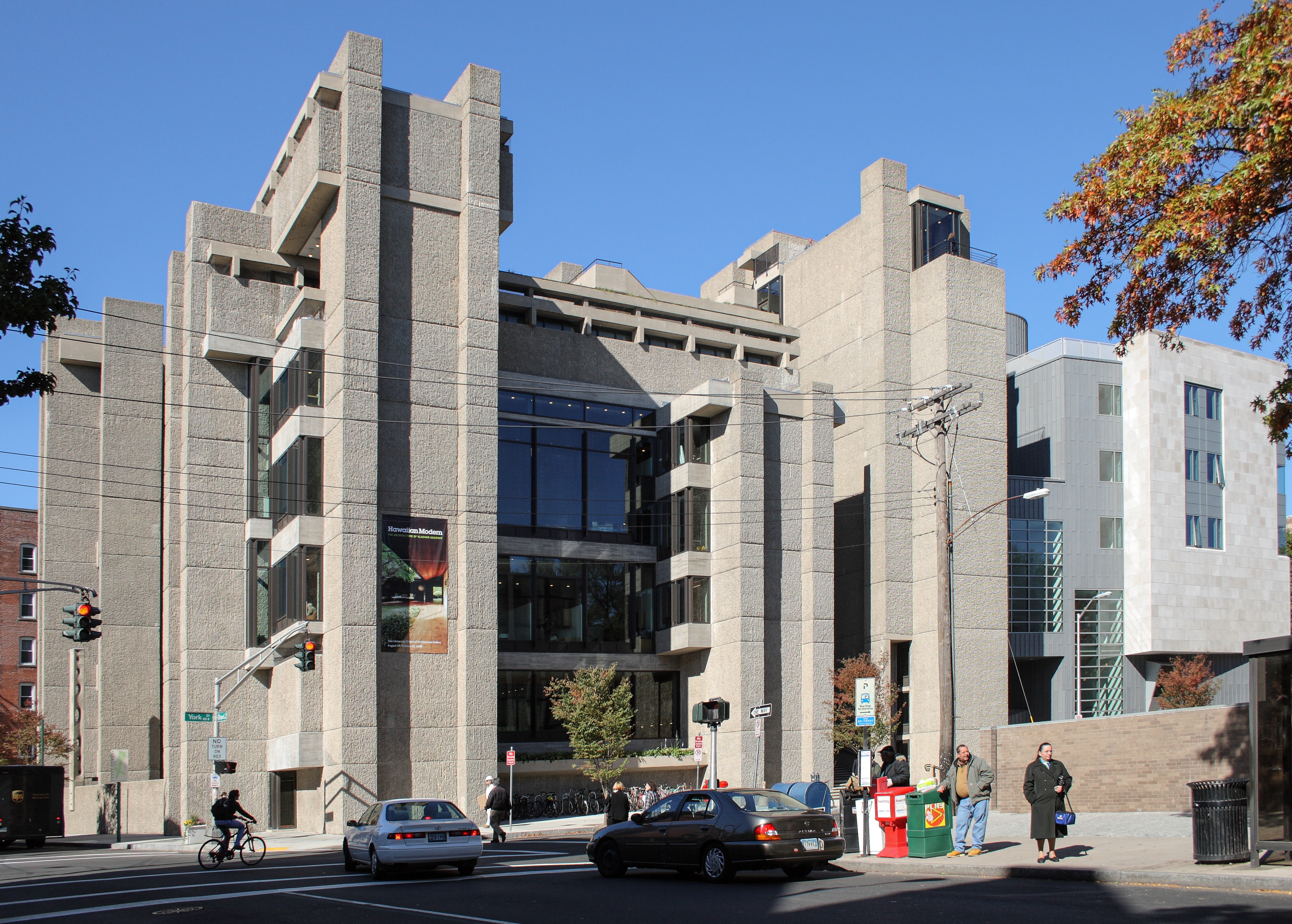
耶鲁大学艺术与建筑大楼

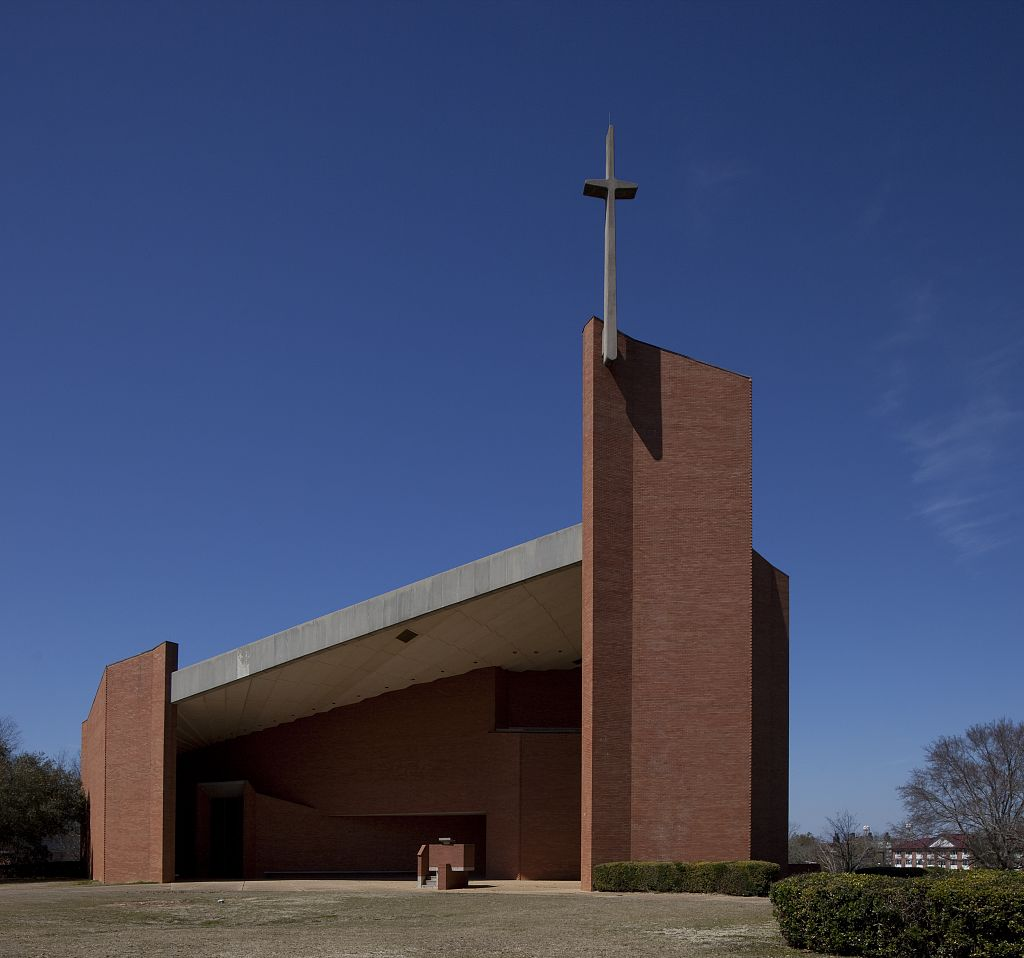
塔斯基吉小教堂

新加坡鸿福中心设计方案

保罗·马尔文·鲁道夫（英語：Paul Marvin Rudolph；1918年10月23日—1997年8月8日），美国建筑师。

## 生平
1918年，保罗·鲁道夫生于肯塔基州埃尔克顿。他在阿拉巴马理工学院（现奥本大学）取得建筑学学士学位后，去哈佛大学跟随格罗皮乌斯深造，但因二战入伍而中断学业。从海军退役后，完成硕士学业。1951年在萨拉索塔开业，以适应亚热带气候的独户住宅设计成为萨拉索塔学派的代表人物。
鲁道夫于1958至1965年就任耶鲁大学建筑系主任，1959年当选美国文理科学院院士。
鲁道夫是早期粗野主义的代表，七十年代又转向后现代主义。作为美国杰出的建筑师，1994年入选美国国家设计学院。
鲁道夫著名的学生包括诺曼·福斯特，理查德·罗杰斯，罗伯特·斯特恩。

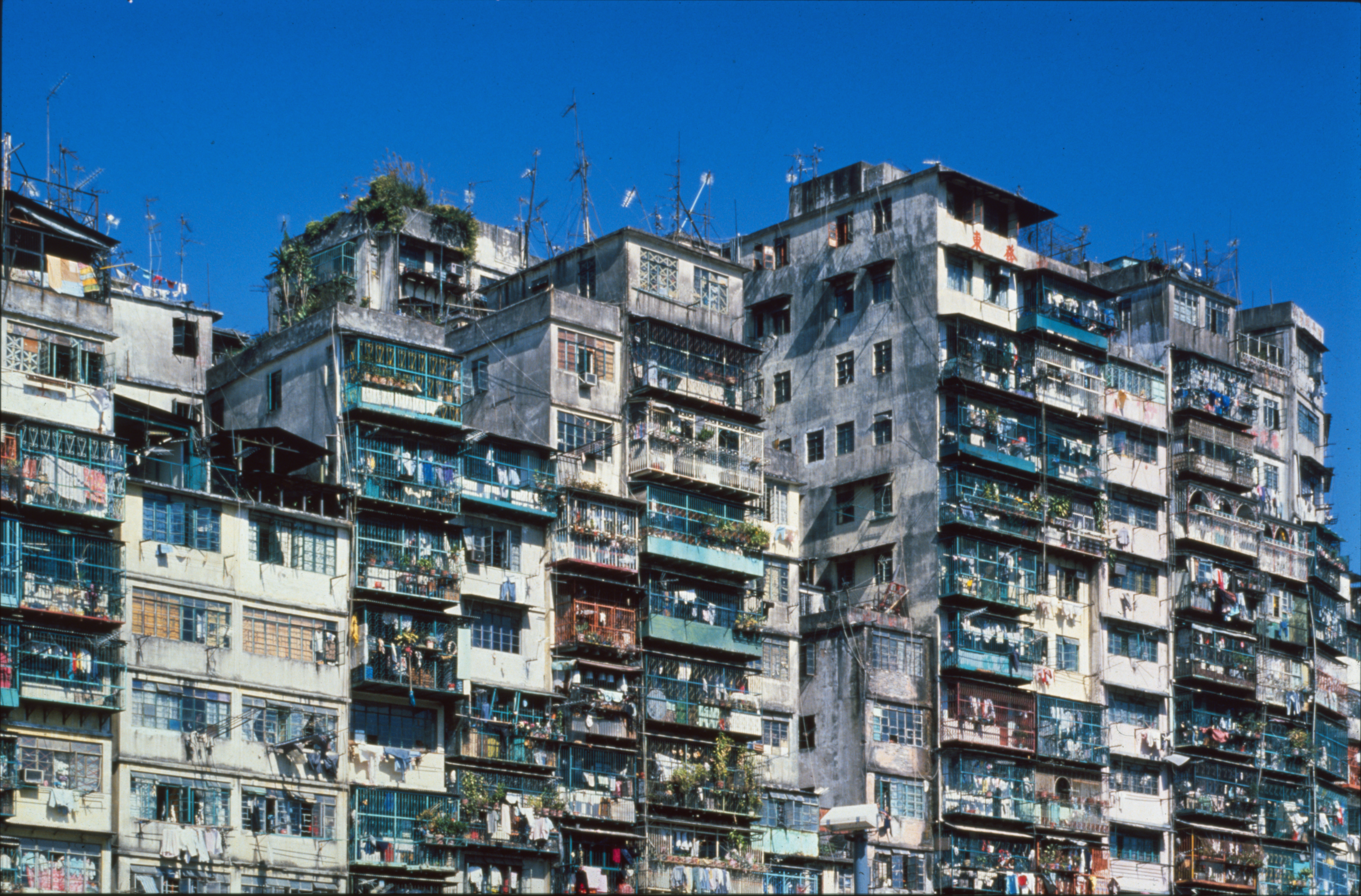
魯道夫造訪香港時所拍下的九龍寨城照片（1960-1980年間）

1997年，鲁道夫卒于纽约。

## 建筑作品
- 1950年：Bennett House, 3901 Riverview Blvd. in Bradenton, Florida
- 1956年：David Cohen House, Siesta Key, Sarasota, Florida[2]
- 1957年：Riverview High School, Sarasota County (2007 abgerissen)
- 1959–1961年：Arthur W. Milam Residence, Ponte Vedra, Jacksonville, Florida
- 1963年：耶鲁大学艺术与建筑学院
- 1967年：Orange County Government Center in Goshen, Orange County
- 1969年：塔斯基吉大学小教堂
- 1987–1994年：新加坡鸿福中心
- 1988年：香港力宝中心

未實現作品
- 1989年：香港中環廣場[3]
- 1994年：香港山頂種植道住宅項目[4]